# NGC 5039
NGC 5039 ist eine Spiralgalaxie vom Hubble-Typ Sa im Sternbild Jungfrau auf der Ekliptik. Sie ist schätzungsweise 234 Millionen Lichtjahre von der Milchstraße entfernt und hat einen Durchmesser von etwa 50.000 Lj. 
Im selben Himmelsareal befinden sich u. a. die Galaxien NGC 5015 und NGC 5036.
Das Objekt  wurde am 25. Januar 1887 vom US-amerikanischen Astronomen Francis Preserved Leavenworth entdeckt.